# Фервју (округ Берген, Њу Џерзи)
Фервју (енгл. Fairview, Bergen County) град је у америчкој савезној држави Њу Џерзи.

## Демографија
По попису из 2010. године број становника је 13.835, што је 580 (4,4%) становника више него 2000. године.
| Група             | 2000.         | 2010.         |
| Белци             | 6.872 (51,8%) | 4.945 (35,7%) |
| Афроамериканци    | 226 (1,7%)    | 407 (2,9%)    |
| Азијати           | 659 (5,0%)    | 640 (4,6%)    |
| Хиспаноамериканци | 4.911 (37,1%) | 7.558 (54,6%) |
| Укупно            | 13.255        | 13.835        |